# Мъсълшел (окръг)
Окръг Мъсълшел (на английски: Musselshell County) е окръг в щата Монтана, Съединени американски щати. Площта му е 4846 km², а населението - 4639 души (2017). Административен център е град Раундъп.